# From a Jack to a King
From a Jack to a King är en countrylåt komponerad och insjungen av den amerikanska musikern Ned Miller. Miller ska ha inspirerats till låttexten av att ha lagt patiens. Låten utgavs första gången 1957 utan att få någon uppmärksamhet. Efter att Miller övertygat sitt skivbolag om att ge den ett nytt försök, utgavs den igen i december 1962. Denna gång blev den en hit såväl i Nordamerika som i Storbritannien, Australien och Skandinavien. Miller lyckades dock inte få någon fler stor framgång utöver denna låt och slutade helt med musiken på 1970-talet.
Senare har låten spelats in av bland andra Jim Reeves, Elvis Presley, Jerry Lee Lewis och Ricky Van Shelton.

## Listplaceringar, Ned Miller
| Lista (1962-1963) | Position              |
| ----------------- | --------------------- |
| Australien        | 1                     |
| Danmark           | 4 (DR "Top 20")       |
| Irland            | 1                     |
| Kanada            | 1 (CHUM Hit Parade)   |
| Norge             | 1 (VG-lista)          |
| Nya Zeeland       | 4 (Lever Hit Parade)  |
| Storbritannien    | 2 (UK Singles Chart)  |
| Sverige           | 2 (Kvällstoppen)      |
| Sverige           | 2 (Tio i topp)        |
| USA               | 6 (Billboard Hot 100) |